# 金口法螺
金口法螺（学名：Cymatium nicobaricum）是异足目法螺科梭法螺属的一种。主要分布于印度尼西亚、中国大陆、台湾，常栖息在浅海珊瑚礁、岩石底、潮间带至潮下带。